# Do You Wanna Be My Baby?
Do You Wanna Be My Baby? is een nummer van de Zweedse muzikant Per Gessle uit 1997. Het is de eerste single van zijn derde soloalbum The World According to Per Gessle.
Op de B-kant van het nummer staat een cover van Belinda Carlisle's Always My Breaking Heart, waarvan het origineel een halfjaar eerder uitkwam. "Do You Wanna Be My Baby" is een vrolijk rocknummer dat Gessle een nummer 1-hit opleverde in zijn thuisland Zweden. Buiten Zweden bereikte het alleen hitlijsten in België, waar een bescheiden 46e positie gehaald werd in de Vlaamse Ultratop 50. Hiermee was de plaat Gessle's enige Vlaamse hit zonder Roxette.